# Anjana Vasan
Anjana Vasan (Chennai, 31 gennaio 1987) è un'attrice singaporiana.

## Biografia
Anjana Vasan è nata in una famiglia tamil a Chennai nel 1987 e nel 1991 la famiglia si è trasferita a Singapore. Qui ha cominciato a studiare recitazione all'Università nazionale di Singapore prima di trasferirsi nel Regno Unito, dove si è laureata al Royal Welsh College of Music & Drama nel 2012.
Molto attiva in campo televisivo, ha raggiunto il successo nel 2021 con il ruolo della protagonista Amina nella serie televisiva We Are Lady Parts, per cui è stata candidata al BAFTA, al Gotham Award e all'Independent Spirit Award.
Apprezzata interprete shakespeariana, Vasan ha recitato in numerose commedie e tragedie al Shakespeare's Globe e con la Royal Shakespeare Company, tra cui Molto rumore per nulla, La bisbetica domata, Re Lear e Sogno di una notte di mezza estate. Particolarmente apprezzata è stata la sua interpretazione in Casa di Bambola al Lyric Theatre di Londra nel 2019, che le è valsa una candidatura all'Evening Standard Theatre Award. Nel 2022 interpreta Stella in Un tram che si chiama Desiderio all'Almeida Theatre e per la sua interpretazione vince il Laurence Olivier Award alla miglior attrice non protagonista e l'Evening Standard Theatre Award. Nel 2023 recita nel film Cattiverie a domicilio e in un episodio di Black Mirror, per cui ottiene una candidatura al BAFTA per la miglior attrice televisiva.

## Filmografia parziale

### Cinema
- Cenerentola (Cinderella), regia di Kenneth Branagh (2015)
- The Children Act - Il verdetto (The Children Act), regia di Richard Eyre (2017)
- Spider-Man: Far from Home, regia di Jon Watts (2019)
- Mogul Mowgli, regia di Bassam Tariq (2020)
- Cyrano, regia di Joe Wright (2021)
- Cattiverie a domicilio (Wicked Little Letters), regia di Thea Sharrock (2023)

### Televisione
- Fresh Meat – serie TV, episodi 1x02-1x06 (2011)
- L'amore e la vita - Call the Midwife (Call the Midwife) – serie TV, episodio 5x08 (2016)
- Brexit: The Uncivil War, regia di Toby Haynes – film TV (2019)
- Sex Education – serie TV, episodio 1x03 (2019)
- We Are Lady Parts – serie TV, 6 episodi (2021)
- Killing Eve – serie TV, 7 episodi (2022)
- Black Mirror – serie TV, episodio 6x05 (2023)
- Towards Zero, regia di Sam Yates – miniserie TV (2025)

## Teatrografia parziale
- Molto rumore per nulla di William Shakespeare. Shakespeare's Globe di Londra (2012)
- Macbeth di William Shakespeare. St Peter's Church di Manchester (2013), Park Avenue Armory di New York (2015)
- La bisbetica domata di William Shakespeare. Tournée britannica della Royal Shakespeare Company (2014)
- Sogno di una notte di mezza estate di William Shakespeare. Shakespeare's Globe di Londra (2016)
- Vita di Galileo di Bertolt Brecht. Young Vic di Londra (2017)
- Estate e fumo di Tennessee Williams. Almeida Theatre e Duke of York's Theatre di Londra (2018)
- Casa di bambola di Henrik Ibsen. Lyric Theatre di Londra (2019)
- Un tram che si chiama Desiderio di Tennessee Williams. Almeida Theatre, Phoenix Theatre (2022), Noël Coward Theatre di Londra e Brooklyn Academy of Music di New York (2025)

## Riconoscimenti
- BAFTA Television Award
  - 2022 - Candidatura per la miglior attrice in una serie commedia per We Are Lady Parts
  - 2024 - Candidatura per la miglior attrice per Black Mirror
- Drama Desk Award
  - 2025 - Candidatura per la miglior interpretazione in un ruolo non protagonista per Un tram che si chiama Desiderio
- Evening Standard Theatre Awards
  - 2019 - Candidatura per la miglior attrice per Casa di bambola
  - 2023 - Miglior attrice per Un tram che si chiama Desiderio
- Premio Laurence Olivier
  - 2023 - Laurence Olivier Award alla miglior attrice non protagonista per Un tram che si chiama Desiderio

## Doppiatrici italiane
Nelle versioni in italiano delle opere in cui ha recitato, Anjana Vasan è stata doppiata da:
- Sara Crestini in Sex Education
- Camilla Murri in Cyrano
- Martina Felli in Black Mirror
- Chiara Gioncardi in Cattiverie a domicilio